# Alf Brodal
Alf Brodal (ur. 25 stycznia 1910 w Kristianii, zm. 29 lutego 1988 w Bærum) – norweski anatom.
Syn inżyniera Petera Brodala (1872–1935) i Helene Kathrine Obenauer (1879–1934). Studiował medycynę w Oslo, po ukończeniu studiów w 1937 roku zaczął pracować jako asystent anatomii w Instytucie Stomatologii Klinicznej. Od 1940 roku zaczął zajmować się neurologią; zainteresowanie neuroanatomią przejawiał już wcześniej, publikując w 1935 roku pracę na temat mikrogyrii. W tym roku uzyskał tytuł doktora medycyny. Od 1943 roku jako prosektor w Instytucie Anatomicznym wykładał neurologię, wydał też swoje wykłady jako skrypt Nevroanatomi i relasjon til klinisk nevrologi. W latach 1946–1947 w Oksfordzie jako stypendysta Fundacji Rockefellera, gdzie miał możliwość pracy z Wilfridem LeGros Clarkiem. Od 1944 roku członek Norweskiej Akademii Nauk, od 1950 roku profesor anatomii na Uniwersytecie w Oslo.
Jego syn Per Brodal (ur. 1944) również zajmował się neuroanatomią.